# Историја Јевреја у Чешкој
Историја Јевреја у Чешкој која се односи на јеврејску популацији Ашкенази, почела је да се насељава на територију данашње Чешке у 10. веку. Међу њима најважнија је била прашка јеврејска заједница која се јавља од самог почетка насељавања Чешке, одакле су се потом Јевреји ширили даље и насељавали многим већим и мањих општина, о чему сведоче бројна гробља, бивше синагоге и гета, укључујући и дворац Требич, место светске баштине .
Јевреји су били неколико векова у неравноправном положају као мањина, што је углавном зависило од наклоности појединих монарха. Ситуација је тако флуктуирала од релативног просперитета (у периоду Рудолфа II) до протеривања Јевреја из земље под Маријом Терезијом и погрома у средњем веку. 
Положај Јевреја почео је да се поправља тек током просветитељства за време Јосифа II., да би се у  19. веку били изједначени са осталим народима и започели делимичну асимилације са већинским становништвом. 
Поновну нетрпељивост Јевреји у Чешкој доживели су током холокауста који се догодио током нацистичке окупације у Другог светског рата,наконм која није преживела 80 хиљада чешких, моравских и шлеских Јевреја. И након Другог светског рата Јеврејску мањину ни комунистички режим није подржавао тако да је добар део Јевреја напустио Чешку, тако да данас у Чешкој живи само делић првобитног броја Јевреја након обнављања демократије .

## Статистика
Према Америчком јеврејском годишњаку, у Чешкој је 2012. живело 3.900 Јевреја.
Према прелиминарним резултатима пописа становништва из 2011. године, 1.132 људи се изјаснило да су Јевреји. Међутим, Федерација јеврејских заједница (ФЗО) наводи да је регистровала око 3.000 својих чланова и процењује укупан број Јевреја у Чешкој на 15-20.000.
Тренутно у Чешкој постоји 10 јеврејских заједница (од тога 7 у Бохемији и 3 у Моравској), које су груписане у Федерацију јеврејских заједница. 
Службе се редовно одржавају у: 
- Прагу у четири синагоге (шпанска, јерусалемска, старо-нова и висока синагога),
- Брну,
- Плзењу,
- Либерецу,
- Теплицама,
- Дечину,
- Оломоуцу,
- Острави, и нередовно у новообновљеној синагоги у Крнову .

У Прагу има неколико јеврејских ресторана, а од 2014. и једини хотел у Централној Европи. Услуге образовање се пружају у јеврејској основној школи и гимназији у Прагу.
|                  | 1921, апсолутни број | 1921,% укупног становништва | 1930, апсолутни број | 1930,% укупног становништва |
| ---------------- | -------------------- | --------------------------- | -------------------- | --------------------------- |
| Бохемија         | 79,777               | 1.19                        | 76,301               | 1.07                        |
| Моравија         | 37,989               | 1.09                        | 41,250               | 1.16                        |
| Шлезија          | 7,317                | 1.09                        | (са Моравском)       | (са Моравском)              |
| Словачка         | 135,918              | 4.53                        | 136,737              | 4.11                        |
| Карпатска Русија | 93,341               | 15.39                       | 102,542              | 14.14                       |
| Укупно           | 354,342              | 2.6                         | 356,830              | 2.42                        |

## Средњи век

### Почеци јеврејског насељавања
Прво писмено подаци о јеврејском насељавања у Чешкој потичу из 10. века, када се трговац и дипломата Ибрахим Ибн Јаков кретао територијом чешке кнежевине (око 965. године). Током овог периода, Јевреји су имали пресудну улогу у спољној трговини чешке кнежевине у настајању - јер су увозили злато у Праг (копано у Судану и транспортовано преко Шпаније), у коме су га замењивани за коње, крзно, а посебно словенске робове.
Прве јеврејске заједнице основане су у Прагу, као пословна насеља у прашком предграђу, у Ујезду и код Вишехрада (чешки: Vyšehrad - „горњи дворац“) историјској тврђава у Прагу, нешто више од 3 км југоисточно од Прашког храда (замка), на источној обали реке Влтаве. Иако су ова насеља имала одређени степен аутономије, правна заштита Јевреја у њима је и даље била врло неизвесна.
Током Првог крсташког рата, јеврејско становништво је 1096. године остављено на милост и немилост пљачкаша, па су многи Јевреји били натерани да побегну у Пољску или Мађарску. У том период многа Јеврејска насеља испод Вишехрада и Ујезда су нестала јер су се целокупне јеврејске четврти преселила на територију данашњег Јозефова.

### Између кнежевске заштите и прогона
Након крсташког масакра, Јевреји су схватили да им пуки трговински споразуми неће пружити сигурност, па су заштиту потражили од самог монарха.  Положај Јевреја постао је још несигурнији након што су Трећи (1179) и Четврти латерански сабор (1215), наредили одвајање Јевреја од хришћанског становништва, тако што су им наредили да носе посебне ознаке (обично жуту или црвену капу или жути шешир)), која се могла видети са даљине и ограничили им кретање. У таквим условима поједина гета могла само да се баве трговином и финансијама. 
У таквим условима напетости између јеврејског и хришћанског становништва, подстакнуте црквеним антијудаизмом, непрестано су се увећавале, све док коначно папа Иноћентије IV nije издао два de забрањујући свако насиље над Јеврејима.
Чешки краљеви су такође покушали да спрече неправду према Јеврејима, али су ситуацију искористили у своју корист. Прве привилегије Јеврејима су доделили Вацлав I Пшемисла (али њихов карактер остаје непознат) и Премисл Отакар II, које су ступиле на снагу негде између 1254. и 1262. године, под насловом Статут Јудаеорум (Statuta Iudaeorum). Јевреји су се тако нашли у посебном положају као слуге краљевске коморе (servi camerae regiae), и постали краљевско власништво, па се сваки напад на Јевреје третирао нападом на имовину краљевске коморе и био је строго кажњен. Међутим за краљевску заштиту Јевреји су морали уредно да плаћају порез и драговољно су позајмљивали новац монарху.
У другој половина 13. века Јевреји су већ били насељени на неколико места у Чешкој, посебно у важним тржним центрима (Праг, Брно, Оломоуц, Јихлава, Знојмо, Литомерице, Прибрам). У Прагу је у том веку изграђена двобродна готичка старо-нова синагога на коју су утицали француски и рајнски архитекти. У већим градовима јеврејска насеље настањивало је од 100-200 људи, али у мањим градовима највише је боравило ди две породице.
Главни центар јеврејског образовања налазио се у Порајњу и Шпанији, а Чешка је тако била удаљена од главних центара јеврејског образовања. Тако су научници из француске и рајнске јешиве долазили у Чешку само повремено да би подучавали друге ученике. Међу најзначајније научницима који су живели у Чешкој посебно су били Јицхак Ха Лаван, Петашиа бен Јакоб или Итзшак бен Моше.
У хебрејској литератури написаној у Чешкој документовани су чешки глоси (нпр. У најстаријем сачуваном хебрејском рукопису у Чешкој, такозваној Шеб-овој Библији), који указују на могућност да су Јевреји у то време могли да комуницирају на чешком. Надгробни споменици указују да су Јевреји чак понекад користили и чешка имена. Међутим, поред дијалеката хебрејског, вероватно је био коришћен и немачки језик.

## Рано модерно доба
Приступање Луксембурга Чешком престо довео је већу стабилност Јеврејима у чешким земљама. Иако је Карло IV. дозволио царским градовима да организују антијеврејске погроме, у Коруна чешки Јевреји заштитили су тако масовни талас јеврејских погрома који је беснео у западној Европи крајем 40-их и 50-их година 14. века и био повезан са ширењем заразе кугом, Чешкa, уз ретке изузетке, избегла је (погроми су се догодили у Знојму 1338. године, у Вроцлаву 1349. и у Хебу 1350. године). Разлози Карлове заштите били су пре свега економски, па иако су били заштићени од физичког напада, укидање хришћанских дугова међу Јеврејима било је релативно често. Јевреји су такође често били жртве злочина и ограничења из претходних векова су се наставила.
Током владавине Вацлава IV, на почетку чије владавине је у Прагу било око 750 Јевреја (а имали су гробље у Новом граду), ситуација се погоршала. Иако су Вацлава понекад називали „филозофом“, чињеница је била да је 1385. године отказао све дугове јеврејским повериоцима и многи од њих су ухапшени. У 1389, на Ускрс у одсуству краља, велика погрома одржан у Прагу, описао у својој елегији од прашке рабина и песника Авигдор Кара, и чији узроци су прошли некажњено.
Против Хусита осећамо прво саосећање са Јеврејима, а Хуситска револуција је у почетку ослабила феудалне друштвене односе и ублажила нека ограничења према Јеврејима. Убрзо су, међутим, Јевреји трезни - Хусити су почетком 20-их година 15. века водили неколико погрома, а у наредних десет година Јевреји су протеривани из неких градова, јер тадашња ваљаност статута Иудаеорум никада није гарантовала. После Хуситских ратова ситуација је постала стабилнија, али ни Јевреји ни у ком случају нису могли бити сигурни пре протеривања градова (углавном због конкуренције хришћанских занатлија) или погрома, који су избили посебно у временима од аномију (нпр. godina 1448 током освајања ПрагуГеоргија Подедебрадског или током прашког пуча 1483.).

## Просветљење
У првој половини 16. века Јевреји су били на удару између краља, градова и племства. Најподношљивије услове је Јеврејима пружало племство, на пример у Микулову.
Краљевска моћ је била ослабљена и монарху је било тешко да поврати своје позиције, укључујући и власт над Јеврејима. Поред тога, забрана лихварења која се до сада примењивала на хришћане све је више кршена, па је интересовање за јеврејске кредите опало. Јевреји су такође покушавали да зарађују за живот од заната, па како су били у томе успешни постали су конкуренти хришћанским занатлијама, тако да су тензије између хришћана и Јевреја порасле, а Јевреји су поново протерани из градова.
Током владавине Јагелонаца ситуација се мало поправила. Либерални аспект Јагелонаца огледао се у великој верској толеранцији. Толеранција се одржавала чак у доба преврата, ратова и током раздобља реформације. Током следећих 130 година Јагелонацци су владали огромним територијама од Балтика до Јадрана и Црног мора и била католичка територија, али није кажњавала друге вере, а представљала је и уточиште многима из других делова Европе. После 1550—их на овом простору настаје највећа концентрација Јевреја на свету. Било их је 1582. око 150.000. Под Јагеловићима Јевреји су имали много мање ограничења него у осталим земљама Европе, а многи су постати и велики трговци или управници племићких имања.
Током владавине Јагелонаца, дошло је до темељних промена у јеврејским насељима у Чешкој. Док су Јевреји некада живели углавном у краљевским градовима, у ово време су почели да се селе на село и у кметске градове под јурисдикцијом (посебно моравског) племства, које је svojevoqno пружало запослење и заштиту предузимљивим јеврејским породицама и на тај начин могло да се надмеће са краљевским градовима.

## Хабсбуршки период

### Владавина Фердинанда I
Приступањем Фердинандa I, царa Светог римског царства на престо 1526. године за новог краља Угарске, Далмације, Хрватске, Славоније и свих осталих круновина које су се рачунале као земље круне Светог Стефана ситуација за Јевреје у њeговом краљевству почела је да се развија обећавајуће. У 1527, Фердинанд је потврдио привилегије Јеврејима, а у наредних 15 година број Јевреја у Прагу се удвостручио. Племство је штитило Јевреје, али у градовима су Јевреји били опасна конкуренција занатским цеховима, који су због свог конзервативизма имали потешкоћа да се носе са развојем спољне трговине и технолошким напретком. С друге стране, Јевреји нису били везани никаквим цеховским правилима, па су могли релативно лако да прилагоде своје активности променљивим условима. Због тога су становници града непрестано покушавали да не изврше краљево наређење о забрани протеривања Јевреја, тако да се протеривање ипак догодило. 
У почетку протеривања Јевреја била су само у појединим градови (па су у том налету 1522. Јевреји протерани из Опава, а 1535. и из Хлубчице). Да би се убрзало протеривање 1541. години Јевреји су били оптужени за изазивање пожара у Малоју и Храдчанима и да раде као шпијуни за Тураке, и да их треба протерани из Чешке. Међутим, у Моравској и Шлезији племство није било заинтересовано за протеривање Јевреја, и нису поштовали едикт о сведочењу, па су се изгнаници из Чешке населили углавном у овим крајевима.
Након протеривања Јевреја са имања избила је побуна 1547. године која није значајно променила однос снага између краља, племства и градова - моћ градова била је сломљена, тако да нису могли да себи приуште да протестују против одлуке Фердинанда из 1545. године. Овакав став омогућио је да се Јевреји врате у Чешку. 
Током 1557. године поново су становници градова оптужили Јевреје, овога пута за извоз сребра како би тиме потстакли даље протеривање из Чешке, што се, међутим, није догодило због бирократских кашњења.

### Период дворских Јевреја (Рудолфинијев период и Тридесетогодишњи рат)
Током владавине Максимилијана II ситуација се донекле поправила, јер је 1567. године потврдио њихове привилегије, али стварни развој јеврејске заједнице догодио се зек током владавине његовог сина Рудолфа II, коју није слушао жалбе варошана на Јевреје, што је Јеврејим после дужег времена, донело жељене стабилне услове. Рудолф II користио је услуге дворског Јевреја Мордецхаи Маисла, који је финансирао многе грађевине у јеврејском гету (Јеврејска градска кућа, Висока синагога, Маисел синагога). Друге јеврејске заједнице у Чешкој развијале су се слично.
Јевреји су своје златно доба доживели не само материјално већ и духовно. Многи научници су радили у Чешкој, као што су Махарал, Јом Тов Липман Хеллер, историограф Давид Ганс или кабалисткиња Иесаја Хоровитз. Поред тога, у Прагу је радила хебрејска штампарија породице Герсонид, која је радила почев од 1527. године.
Током Тридесетогодишњег рата, Јевреји су стали на страну Хабсбурговаца, јер нису могли бити сигурни у статус кво. Хабсбурговцима су, пак, биле потребне огромне суме од Јевреја за ратовање, за шта су добили релативну сигурност и укидање неких ограничења (посебно су повећане слободе у занатству и слобода насељавања широм земље). Високи зајмови довели су до тога да су Јевреји сиромашили, а ризичне махинације новцем (дуга афера са новчићима) довеле су до пропадања јеврејског бизнисмена Јакоба Басхевија . Јевреји су, као и остатак становништва, имали ратне потешкоће, а у Прагу су, на пример, 1648. године учествовали у одбрани града од Швеђана. Трагичну судбину Јевреја Кромержижа након освајања Кромержижа током Тридесетогодишњег рата са Швеђанима живописно је описао Кромериж Селиша.

## Јеврејска еманципација и индустријализација
Животна ситуација за Јевреје се знатно поправила почетком 19. века. Национализам у настајању имао је главну улогу, подели Јевреје између два мисаона покрета. Присталице асимилације (иако крштење више није било неопходан услов у наредном периоду секуларизације друштва) више су волели зближавање са немачком или чешком културом, тако да су постали Немци или Чеси „израелске вере“ (или „Мојсијеве вере“). Насупрот томе, ционисти су истицали национални и културни идентитет Јевреја. 
Обе струје су формирале своја удружења (ционистичка, чешко-јеврејска или немачко-јеврејска), што је омогућено даљом либерализацијом - након револуције 1848. године када су Јевреји стекли слободу кретања, насељавања и венчања, и Јевреји више нису морали да плаћају порез на толеранцију.
У 1867, ове промене су потврђени од стране устав који одобрава Јеврејима иста права као и остатку земље.  Јевреји су тако могли да се преселе на раније забрањена места, број јеврејских заједница се повећао, па је 1890. године требало издати закон који је наредио оснивање и функционисање јеврејских заједница. 
Међутим, успон национализма није довео само до ционизма, већ и до антисемитизма, који је, за разлику од верског антијудаизма, био мотивисан самом идејом нације и националне борбе - јеврејска нација је постала конкурент других народа. Национална пропаганда често је доводила до мржње према другим народима, а непријатељство према јеврејском народу манифестовало се 1899. године током Хилснериаде, у којој се појавила до сада недоказана оптужба грађанина јеврејске вере за ритуално убиство. Расположење против Јевреја у целини и даље је ескалирало. Антисемитизам је такође био манифестација жалби на успешне јеврејске бизнисмена који су стајали уз оснивање многих важних фабрика, и многе друге богате трговаце, који су говорили немачки, и који су давали своју подршку Хабзбуршком царству. Истовремено вербални напади на Јевреје били су и средство политичке борбе и добијања гласов бирачког тела. 
Али нису сви Јевреји били задовољни једнакошћу. Када су срушени зидови прашког гета, сиромашни Јевреји поставили су жичане ограде. Зидови су штитили Јевреје у гету и пружали им осећај заједништва када су били понижавани и протеривани.
Лекар и писац Зигфрид Капер (1820–1879) који је говорио у корист боемских Јевреја, није тражио само њихову интелектуалну слободу, већ и пуну једнакост у свим правима, која је ступила на снагу тек након његове смрти. 
Принудно пребивалиште за Јевреје у гету укинуто је 1849. године, а 1850. године јеврејски округ је укључен у Праг као пети округ под именом Јосефстадт (Јосефов). Од 1900. године надаље, већина бившег гета је нестала, а 1913. више није било разлике у односу на остале делове града, јер су готово све зграде тамењене или обновљене.
Од 1871. године Праг је постао центар за писце и уметнике у Чешкој. Поред Прага, постојали су и други боемски и моравски градови у којима се развијао живи културни живот, у који су били укључени и многи Јевреји. Брно, Оломуц, Леитмеритз, Лобоситз, Чешке Буђејовице, Карлови Вари, Мариенбад, и други градови су познати по својим кафе кућама, позориштима и музиким објектима. 
Током 1846. до 1880. године, пописи становништва у Чешкој и Моравској показали су да је јеврејско становништво заступљено са 1,6–1,8 процента у Чешкој и са 1,9–2,2 процента у Моравској. Током истог периода, удео боемских и моравских Јевреја у укупном јеврејском становништву монархије опао је са 24,5 на 13,7 процената. Разлог томе је снажан раст јеврејског становништва у осталим крунским земљама Галиције и Буковине као и снажна јеврејска миграција из свих делова монархије у Беч и околину, где је удео укупног јудаизма монархије био 0,9%  1846. године, да би нарастао на  9,4% 1880) године.

## Прва Чехословачка република
Оснивање Чехословачке републике иако имао је у начелу негативни утицај на Јевреје, неки су поздравили нову државу, али други су били прилично опрезни. На крају је, међутим, превладао позитиван став и Јевреји су се активно укључили у политички и економски живот републике.  У настојању да ослабе немачку националност, Јеврејима је било дозвољено да се изјасне као „становници јеврејске националности“  а Јевреји су основали и Јеврејску странку, која је на изборима 1929. и 1935. добила неколико места у парламенту .  Појавила су се и многа јеврејска спортска удружења (нпр. Макаби) и ционистичка удружења. 
Поред циониста, своје активности су развијали и асимилатори, које је углавном представљао Савез Чеха и Јевреја. Многи писци и песници, као што су Карел Полачек, Јири Лангер, Егон Хостовски, Јири Ортен, Франз Кафка, Мак Брод, Егон Ервин Кисцх, или сликар Роберт Гутман и вајар Ото Гутфреунд, композитори Ханс Краса и Павел Хас, брат познатији глумац Хуго Хас . 
Јевреји су задржали свој економски утицај, стојећи иза рађања и развоја многих компанија које и данас послују (Авиа, ЧКД, Слезан, Соло Сушице, Мосер итд.). 
Велика депресија у свету тешко је погодила јеврејске бизнисмене и поново је допринела порасту антијеврејског расположења.

## Предзнаци трагедије и холокауста
Поред економске кризе, на јеврејску заједницу утицали су и догађаји у Немачкој, у којој је 1933. године формирана нацистичка Немачка, која је пет година касније заузела суверену територију Аустрије. Многи Јевреји из ових земаља потражили су уточиште у Чехословачкој. Мало је чешко-словачких Јевреја озбиљно схватило ове знакове упозорења и није напустило земљу.  Неке антијеврејске мере су већ предузете током Друге републике .
Након успостављања протектората Чешке и Моравске у марту 1939, Јевреји су постепено систематски искључени из економског и друштвеног живота. За све јеврејске послове био је задужен Центар за јеврејску емиграцију, који је прво покушао да натера Јевреје да емигрирају у иностранство, али је потом променио стратегију и почео да се припрема за спровођење тзв. Коначно решење за јеврејско питања. 

### Искључење Јевреја из економског и друштвеног живота
Истовремено са политиком емиграције настојало се да се јеврејско становништво што више искључи из културног и економског живота. Током 1939. Јевреји су избачени из немачког средњег и високог образовања, а број Јевреја у чешким школама био је ограничен на квоту од 4%. У првој трећини 1940. године наредба заштитника рајха искључила је Јевреје из одређених сектора привреде. Владином уредбом све јеврејске адвокатске праксе прекинуте су исте године, иако су инвалиди могли да се пријаве за именовања код заменика од стране јеврејских адвоката, али могли су само да обављају јеврејска правна питања и њихов број био је ограничен квотом од 2% на број преосталих правника. На пример, власти су укинуле нотаре, лиценце цивилних техничара и рударских инжењера или медицинска пракса. Такође, јеврејски лекари могли су и даље да лече само Јевреје или чланове њихових породица.
Међутим, ове мере донеле су нови проблем у виду брзог губитка запослења јеврејског становништва. Стога је Јеврејска верска заједница (ЖНО) морала да оснује одељење под називом Јеврејски центар рада, где су се регистровали јеврејски незапослени. Ови Јевреји су тада били „запослени“ у изградњи путева и железница или у шумарству и такође су морали да учествују у, на пример, изградњи полигона за кобиле, регулацији водотокова, уклањању снега са аеродрома Рузине или пољопривредној жетви.
За Јевреје неспособне за рад, Јеврејска верска заједница је пружао подршку у натури и у новцу, а такође је основао неколико социјалних установа за сирочад, децу и старије особе. Као резултат репресивних мера јављао се губитак телесне тежине, а морбидитет Јевреја се повећавао. Како су Јевреји практично били искључени из опште медицинске заштите, Јеврејска верска заједница је такође морао да оснује неколико болничких установа.
Јеврејска верска заједница у Прагу прибављао је средства за своје активности углавном захваљујући преносу на њега имовине других јеврејских заједница, које су укинуте или деградиране на пуке филијале прашке Јеврејске верске заједнице. Поред тога, у марту 1940. укинута су сва јеврејска удружења, а током 1941. и сви јеврејски фондови и фондације. Њихова имовина припадала је емиграционом фонду за Чешку и Моравску.
Након искључивања из културног и економског живота, нацистичке власти наставиле су да искључују Јевреје из друштва. Поред локалних уредби којима се јеврејском становништву забрањује улазак на одређена места, кретање јеврејског становништва посебно је ограничено полицијском уредбом у јесен 1940, која је Јеврејима дозвољавала да напуштају политичку четврт у којој су боравили само уз посебну дозволу. У септембру 1941. сличан декрет чак је забранио напуштање општине сталног боравка без дозволе.
Разни други правилници и прописи ограничили су употребу превозних средстава (Јеврејима, на пример, није било дозвољено да путују аутобусом или брзим возом), забранили употребу телефона и строго ограничили радно време током којег су Јевреји могли да купују у продавницама. 
Најзначајнији знак сегрегације јеврејског становништва утврђен је полицијском уредбом о идентификацији Јевреја од 1. септембра 1941. године, којом је Јеврејима наређено да носе жуту јеврејску звезду чврсто везану за одећу.
Учешће Јевреја у депортацијама у логоре

Власт је приморала прашку јеврејску верску заједницу да послушно извршава нацистичке прописе и учествује у депортацијама Јевреја у концентрациони логор Терезин, започетим у јесен 1941. и почетком 1943. године, тако да је на слободи било само 3.000 Јевреја.
Из Терезина, Јевреји су депортовани на немачке окупиране територије Совјетског Савеза или Пољске. Међутим, Терезин је имао посебан положај међу осталим концентрационим логорима, јер је поред функције у истребљењу Јевреја имао улогу и у нацистичкој пропаганди, када су нацисти водили неколико делегација Црвеног крста модификованим улицама Терезина да би има показали како у њемо влада благостање за затворенике.

## Крај 20. и почетак 21. века
Плишана револуција и промена социјалног система у Чехословачкој 1989. године такође су позитивно утицали на живот јеврејских заједница у Чешкој, Моравској и Шлеској. У 1991. години се стртого контролисани од стране бившег комунистичког режима Савет јеврејских верских заједница трансформише у Савеза јеврејских општина (ФЗО), који тренутно уједињује десет јеврејских заједнице у Чешкој .  
Развој јеврејског верског живота наговестио је успон јеврејских заједница (осим ортодоксних као и конзервативних и реформистичких) и одржавање културних догађаја са јеврејском тематиком. 
Истовремено, са овим променама просечна старост чланова јеврејских заједница се смањивала, а многи од њих су се обогаћивали повратком чланова из иностранства или новим потомцима асимилованих Јевреја из прве послератне генерације, тако да данас у Чешкој живи око 4.000 Јевреја. 
Јеврејске заједнице су поново слободне да обављају верске и културне активности, укључујући представљање израелске културе у Чешкој, која је фактички бојкотована под комунистичким режимом. Ове активности укључују и издавачку делатност, јер ФЖО подржава издавачку кућу Сефер и месечник Рош цходеш .
Такође су основане институције које помажу у учењу о историји и култури Јевреја у Чешкој, укључујући Јеврејски музеј у Прагу (у оквиру кога је и Архив Јеврејског музеја у Прагу) и Терезинску иницијативу .
Од 2008. године Столперстеине, на чешком назван камен несталих, инсталиран је у чешким градовима (Брно, Колин, Кромериж, Нератовице, Оломоуц, Острава, Праг, Теплице, Требон, Либерец) као посебан подсетник на жртве холокауста .

### Однос јудаизма према другим религијама и Чешкој
Лео Павлат, директор Јеврејског музеја у Прагу, однос Јевреја са другим верским заједницама у Чешкој оценио је као „одличан, јер није било проблема не само са хришћанима већ ни са муслиманима.
Директор музеја јеврејске културе у Прагу сматра да је преплитање политике и религије штетно. и да сукоб између народа јеврејске државе и Палестинаца је управо политички и да се... увођење верског аспекта нетрпељивости погоршава, посебно на страни израелских противника.
Значај идентитета, јеврејске културе, породичне традиције и одражавања веза са државом Израел, за опстанак Јевреја на тлу Чешке, Лео Павлат, директор Јеврејског музеја овим речима је ображложио: 
Јеврејски верски идентитет је оригиналан, најтрајнији, и да није тога било, јеврејска заједница би сигурно одавно нестала. Међутим, овај идентитет је такође повезан са трагедијом Шое, идентитет је породичне традиције и такође одражава припадност држави Израел. Такође је реч о културном идентитету.